# Оршовецька сільська рада
Оршовецька сільська́ ра́да — адміністративно-територіальна одиниця та орган місцевого самоврядування в Кіцманському районі Чернівецької області. Адміністративний центр — село Оршівці.

## Загальні відомості
- Населення ради: 2 380 осіб (станом на 2001 рік)

## Населені пункти
Сільській раді підпорядковані населені пункти:
- с. Оршівці

## Склад ради
Рада складається з 16 депутатів та голови.
- Голова ради: Тодорюк Василь Дмитрович

### Керівний склад попередніх скликань
| Прізвище, ім'я, по батькові | Основні відомості                                                 | Дата обрання | Дата звільнення |
| --------------------------- | ----------------------------------------------------------------- | ------------ | --------------- |
| Дрепко Ярослав Дмитрович    | Сільський голова, 1949 року народження                            | 26.03.2006   | 31.10.2010      |
| Тодорюк Василь Дмитрович    | Сільський голова, 1963 року народження, освіта вища, безпартійний | 31.10.2010   |                 |

Примітка: таблиця складена за даними сайту Верховної Ради України

### Депутати
За результатами місцевих виборів 2010 року депутатами ради стали:

#### За суб'єктами висування
| Суб'єкт висування | Кількість обраних депутатів | %   |
| ----------------- | --------------------------- | --- |
| Самовисування     | 16                          | 100 |

#### За округами
| № округу | Прізвище, ім'я, по батькові    | Дата визнання обраним | Освіта  | Партійна приналежність | Відомості про обраного депутата                                   |
| -------- | ------------------------------ | --------------------- | ------- | ---------------------- | ----------------------------------------------------------------- |
| 1        | Бабюк Василь Іванович          | 11.11.2010            | середня | позапартійний          | тимчасово не працює                                               |
| 2        | Кирилецька Світлана Вікторівна | 11.11.2010            | середня | позапартійна           | Оршівський дитячий будинок, дієтсестра                            |
| 3        | Плешко Петро Денисович         | 11.11.2010            | вища    | позапартійний          | Станція юних техніків м. Чернівці, директор                       |
| 4        | Симака Марія Орестівна         | 11.11.2010            | середня | позапартійна           | Оршовецький дошкільний навчальний заклад, завгосп                 |
| 5        | Симака Петро Васильович        | 11.11.2010            | середня | позапартійний          | пенсіонер                                                         |
| 6        | Долгіх Віктор Миколайович      | 11.11.2010            | середня | позапартійний          | приватний підприємець                                             |
| 7        | Мельничук Іван Михайлович      | 11.11.2010            | вища    | позапартійний          | ТОВ «Мирне», заступник головного бухгалтера                       |
| 8        | Флорескул Степанія Семенівна   | 11.11.2010            | вища    | позапартійна           | Оршовецька сільська рада, секретар                                |
| 9        | Крупка Степан Дмитрович        | 11.11.2010            | середня | позапартійний          | пенсіонер                                                         |
| 10       | Стефюк Галина Степанівна       | 11.11.2010            | вища    | позапартійна           | Оршовецький загальноосвітній навчальний заклад І-ІІІ ст., вчитель |
| 11       | Шапка Степан Миколайович       | 11.11.2010            | середня | позапартійний          | «Шепетівська реалбаза», головний енергетик                        |
| 12       | Огоньок Віктор Володимирович   | 11.11.2010            | середня | позапартійний          | АФ «Оршівська», агент постачання                                  |
| 13       | Шапка Ольга Дмитрівна          | 26.12.2010            | вища    | позапартійна           | Оршівський ЗНЗ, заст. директора                                   |
| 14       | Носулько Василь Іванович       | 11.11.2010            | середня | позапартійний          | пенсіонер                                                         |
| 15       | Іванов Віктор Миколайович      | 11.11.2010            | середня | позапартійний          | АФ «Оршівська», агроном                                           |
| 16       | Чепига Віталій Петрович        | 11.11.2010            | середня | позапартійний          | приватний підприємець                                             |